# Fenomen blog
En la blogosfera, univers de relacions socials un bloc, weblog o bitàcola és un lloc web d'Internet, generalment d'índole personal, en el qual el seu autor pot fer publicacions periòdiques, ordenades en un arxiu cronològic invers, amb una estructura narrativa en la que predominen els enllaços per referenciar informació de llocs externs i la possibilitat d'inserir un sistema de comentaris perquè els lectors puguin participar. El terme va ser agafat per Jon Escombrar el 1997.

## Història
En 1992, Tim Berners-Lee, inventor de la World Wide Web, publica des del CERN1, un dels primers post amb una llista de noves pàgines web.
El 1993 el National Center for Supercomputing Applications (NCSA) proporciona a What 's New, una llista organitzada per dates, amb les novetats d'Internet, en la qual es permet incloure comentaris.
El gener de 1994 Justin Hall crea Justin's Home Page, una pàgina diferent plena d'enllaços a altres pàgines, dos anys després, el 1996, enllaça aquesta pàgina al seu diari digital. El desenvolupament tecnològic comença a proporcionar eines que faciliten la publicació i el manteniment d'aquestes pàgines web.
El 1997 Dave Winer, desenvolupador de programari, crea Ràdio Userland, un dels més importants sistemes de publicació de blocs, Scriptingnews, el seu blog, encara està en vigor. El concepte ja està concebut, la paraula per nomenar-sorgirà en aquest mateix any. Al desembre de 1997, l'escriptor nord-americà Jorn Escombrar va intentar la metàfora: "bitàcola de la xarxa", web log, terme registrat per primera vegada a Robot Wisdom, la seva influent pàgina web.
En 1992, Peter David Merholz, un jove periodista, al seu bloc Peterme, escurça web log, suprimeix we, la considera una síl·laba inicial, i neix el monosíl·lab bloc. La ràpida difusió i l'èxit d'aquests quaderns de navegació aconsegueixen que el 2004, bloc sigui considerada una de les deu paraules seleccionades per entrar en l'edició del diccionari anglès nord-americà Merriam-Webster3 de l'any 2005.
A partir de 1999, algunes companyies de programari com Pites, Blogge, GrokSoup7 ..., comencen a oferir allotjament gratuït de blocs, a més de serveis integrats per facilitar la seva edició, milions de persones poden accedir a aquesta tecnològica i publicar els seus blocs col·lectius o individuals amb poca inversió econòmica. Els blocaires o blocaires comencen a interactuar lentament a través dels blocs així, van teixint una xarxa que els connecta a un canal de comunicació diferent, dins d'una altra dimensió espai amb característiques socioculturals pròpies, d'aquesta manera sorgeix el nou concepte blogosfera.
El setembre del 1999, Brad L. Gram en el seu weblog The Bradlands, es pregunta si bloc serà el sufix o el prefix de segle XXI i lúdicament, per denominar un nou concepte proposa diverses associacions lèxiques entre elles blogosphere; "... Hello, blogiverse! Blogosphere? Blogmos? […] "4, és aquí on seregistra per primera vegada. No es torna a utilitzar fins al 2002 quan William Quick, al seu bloc DailyPundit5, designa un col·lectiu de weblogs favorables a la guerra del Golf anomenats Warblogs.

## Paraules claus
- Blogger o blocaire: també coneguts com a webloggers, són aquelles persones que creen un bloc i el l'actualitzen sovint, mantenint una relació freqüent amb lectors que, en la majoria dels casos, són autors d'altres blocs.

- Blogosfera: Aquest concepte, més que de tipus cultural, fa referència a el conjunt total de weblogs, autors i lectors que, a partir d'una interrelació conscient el format utilitzat, genera un fenomen social caracteritzat per la distribució i recepció d'informació a través d'arxius de text, imatge, àudio i vídeo o d'hiperenllaços i comentaris.
- Metablog: Són blocs que en general gaudeixen de gran popularitat i acceptació entre els blocaires en tant que publiquen ressenyes d'eines i anàlisi del comportament de la blogosfera, fent ressò del que es gesti des d'aquest mitjà i promovent la utilització de el format. En altres ocasions, els metablogs compleixen una funció de crítica respecte a altres blocs.
- Tags: Les etiquetes són paraules clau o etiquetes que aporten atributs intel·ligents a un determinat document digital per classificar segons la seva descripció. Aquest sistema de categorització ha revolucionat la forma de localitzar informació en aplicacions web que promouen les xarxes socials com Flickr o del.icio.us.
- Wiki: Una de les tecnologies que millor s'han adaptat a les necessitats dels blocaires és la de Wiki, una eina el significat prové de el terme hawaià wiki-wiki, és a dir, «ràpid», desenvolupada per la fundació Wikimedia i que serveix principalment per facilitar treballs col·laboratius entre diverses persones, permetent a qualsevol d'elles crear i editar, parcialment o totalment, documents realitzats per altres usuaris, en temps real i d'una forma tan senzilla com utilitzar un processador de textos tradicional.

## CMS
Els CMS (Content Management Systems) o sistemes per a la gestió de continguts són aplicacions que proveeixen als usuaris de les eines necessàries per crear i administrar un lloc web, com els blocs, i que agiliten les funcions de publicació, actualització i manteniment. Hi ha diversos serveis per a l'administració de bitàcoles i es classifiquen segons si funcionen de manera gratuïta (Blogger, La Coctelera, Zoomblog o Blogia) o onerosa, com TypePad; basant web, com la majoria de gestors, o si per contra s'ha d'instal·lar un programari per al seu funcionament, tal com succeeix amb WordPress, el CMS més popular entre les aplicacions Open Source. Creative Commons: L'actitud ideològica que més rellevància està tenint entre els usuaris d'Internet, especialment entre els webloggers, és la de permetre difondre les seves creacions culturals i artístiques per a convertir-les en continguts de domini públic. Per a això, organitzacions internacionals com Creative Commons han desenvolupat un model de llicència legal, sota aquest mateix nom, encaminat a autoritzar a les persones, i segons les respectives adopcions que es facin al país d'aplicació, a utilitzar, modificar o distribuir obres sempre que es reconegui a l'autor de la mateixes.

## Blogosfera espanyola
El 2002 la difusió de llocs en espanyol d'allotjament gratuït de blocs, com blogalia.com, barrapunto.com i més actual blogia.com, aconsegueixen que la blogosfera hispana, comenci a tenir importància.

## Com crear un bloc
Sobretot si el teu bloc tindrà un propòsit comercial, primer de tot:
- Defineix els objectius a aconseguir amb un blog (per exemple, aconseguir subscriptors a un butlletí per e-mail).

- Defineix el tipus de públic que desitges (per exemple, interessats a aprendre el món dels blocs i les xarxes socials).

- Defineix en què et diferenciarás de la resta (per exemple, elaborant e-books, infografies i vídeos).

- Defineix una crida a l'acció (per exemple, subscriu-te ara a la newsletter i rep un e-book de regal).

- Mesura els resultats i el grau de conversió (augment de subscriptors a la butlleta).[3]

## Blogs en l'actualitat
Avui la blogosfera, molt lluny de la vintena de pioners que la van iniciar fa deu anys, s'ha convertit en l'espai de la Xarxa en el qual múltiples comunitats de totes les llengües i les cultures estan construint cada dia noves formes d'expressió, de conversa i de coneixement.
Els weblogs, com a mitjà, s'han diversificat en una àmplia varietat de gèneres i d'aplicacions, a el temps que projecten el seu abast en àmbits tan diversos com l'educació, la política, l'empresa i el periodisme.
Les raons del seu èxit: són fàcils, són divertits, són personals i, sobretot, són addictius.
El fenomen blogger està marcant tot un període en el web. Fins ara, ha suposat tota una recuperació cívica de l'espai electrònic després d'una infructuosa època de saturació comercial; d'altra banda, ha revelat els interessos a llarg termini de la part més estable dels cibernavegants: bons continguts, text fresc i comunicació personal ... justament allò que no ofereixen els llocs corporatius.
Per això la comunitat blogger, presa en el seu conjunt, genera més trànsit que cap lloc comercial, excepte potser Google, perquè ofereix allò que els cibernautes demanen: una cosa de la que comencen a donar-se compte els gurus i les empreses.